# Bulakamba (plaats)
Bulakamba is een bestuurslaag in het regentschap Brebes van de provincie Midden-Java, Indonesië. Bulakamba telt 5344 inwoners (volkstelling 2010).